# Mengzi (socken i Kina, Sichuan)
Mengzi (kinesiska: 蒙自, 蒙自乡) är en socken i Kina. Den ligger i provinsen Sichuan, i den sydvästra delen av landet, omkring 420 kilometer sydväst om provinshuvudstaden Chengdu. Antalet invånare är 1961. Befolkningen består av 1 020 kvinnor och 941 män. Barn under 15 år utgör 22,0 %, vuxna 15-64 år 69 %, och äldre över 65 år 8,0 %.
Genomsnittlig årsnederbörd är 944 millimeter. Den regnigaste månaden är juli, med i genomsnitt 264 mm nederbörd, och den torraste är november, med 1 mm nederbörd.